# Dopolavoro Aziendale Ampelea 1941-1942
Questa voce raccoglie le informazioni riguardanti il Dopolavoro Aziendale Ampelea nelle competizioni ufficiali della stagione 1941-1942.

## Rosa
| N. |                   | Ruolo | Calciatore      |
| -- | ----------------- | ----- | --------------- |
|    | Italia (bandiera) | P     | Duilio Chelleri |
|    | Italia (bandiera) | P     | Vinicio Corazza |
|    | Italia (bandiera) | D     | Massimo Degara  |
|    | Italia (bandiera) | A     | Ottavio Dudine  |
|    | Italia (bandiera) | D     | F. Lanfranco    |
|    | Italia (bandiera) | C     | Mario Mlacher   |

| N. |                   | Ruolo | Calciatore       |
| -- | ----------------- | ----- | ---------------- |
|    | Italia (bandiera) | A     | Attilio Mocchi   |
|    | Italia (bandiera) | A     | M. Parovel       |
|    | Italia (bandiera) | A     | Enrico Schinardi |
|    | Italia (bandiera) | C     | Pietro Strata    |
|    | Italia (bandiera) | D     | B. Vascotto      |
|    | Italia (bandiera) | C     | S. Vascotto      |

## Risultati

### Serie C

#### Girone A

##### Girone di andata
| Vittorio Veneto 26 ottobre 1941 1ª giornata | Vittorio Veneto | 5 – 1 | Ampelea |  |

| Isola d'Istria 2 novembre 1941 2ª giornata | Ampelea | 7 – 1 referto | CRDA Monfalcone |  |

| Verona 9 novembre 1941 3ª giornata | Audace SME | 3 – 0 referto | Ampelea |  |

| Isola d'Istria 16 novembre 1941 4ª giornata | Ampelea | 3 – 1 | Pordenone |  |

| Schio 23 novembre 1941 5ª giornata | Schio | 5 – 0 | Ampelea |  |

| Isola d'Istria 30 novembre 1941 6ª giornata | Ampelea | 0 – 1 referto | Marzotto Valdagno |  |

| Gorizia 7 dicembre 1941 7ª giornata | Pro Gorizia | 3 – 1 | Ampelea |  |

| Isola d'Istria 14 dicembre 1941 8ª giornata | Ampelea | 2 – 1 | Treviso |  |

| Pieris 21 dicembre 1941 9ª giornata | Pieris | 0 – 0 | Ampelea |  |

| Isola d'Istria 28 dicembre 1941 10ª giornata | Ampelea | 2 – 1 | Bassano |  |

| Rovigo 4 gennaio 1942 11ª giornata | Rovigo | 3 – 0 | Ampelea |  |

| Isola d'Istria 11 gennaio 1942 12ª giornata | Ampelea | 1 – 1 | Mestre |  |

| Trieste 18 gennaio 1942 13ª giornata | Ponziana | 2 – 1 referto | Ampelea |  |

| Ferrara 25 gennaio 1942 14ª giornata | Ferrara | 4 – 1 | Ampelea |  |

| Isola d'Istria 19 marzo 1942 15ª giornata | Ampelea | 1 – 2 | Grion Pola |  |

##### Girone di ritorno
| Isola d'Istria 15 febbraio 1942 16ª giornata | Ampelea | 1 – 0 | Vittorio Veneto |  |

| Monfalcone 22 febbraio 1942 17ª giornata | CRDA Monfalcone | 4 – 1 | Ampelea |  |

| Isola d'Istria 1 marzo 1942 18ª giornata | Ampelea | 2 – 1 | Audace SME |  |

| Pordenone 8 marzo 1942 19ª giornata | Pordenone | 2 – 2 referto | Ampelea |  |

| Isola d'Istria 15 marzo 1942 20ª giornata | Ampelea | 1 – 1 referto | Schio |  |

| Valdagno 22 marzo 1942 21ª giornata | Marzotto Valdagno | 2 – 1 | Ampelea |  |

| Isola d'Istria 29 marzo 1942 22ª giornata | Ampelea | 0 – 2 | Pro Gorizia |  |

| Treviso 26 aprile 1942 23ª giornata | Treviso | 4 – 1 | Ampelea |  |

| Isola d'Istria 3 maggio 1942 24ª giornata | Ampelea | 2 – 0 | Pieris |  |

| Bassano 10 maggio 1942 25ª giornata | Bassano | 4 – 0 | Ampelea |  |

| Isola d'Istria 17 maggio 1942 26ª giornata | Ampelea | 1 – 1 | Rovigo |  |

| Mestre 24 maggio 1942 27ª giornata | Mestre | 4 – 1 | Ampelea |  |

| Isola d'Istria 31 maggio 1942 28ª giornata | Ampelea | 2 – 1 referto | Ponziana |  |

| Isola d'Istria 7 giugno 1942 29ª giornata | Ampelea | 1 – 0 referto | Ferrara |  |

| Pola 14 giugno 1942 30ª giornata | Grion Pola | 2 – 3 referto | Ampelea |  |